# Cantone di Argentan-Ovest
Il Cantone di Argentan-Ovest era una divisione amministrativa dell'arrondissement di Argentan.
È stato soppresso a seguito della riforma complessiva dei cantoni del 2014, che è entrata in vigore con le elezioni dipartimentali del 2015.
Comprendeva parte della città di Argentan e i comuni di:
- Commeaux
- Fontenai-sur-Orne
- Moulins-sur-Orne
- Occagnes
- Sarceaux